# Anton Möller (Architekt)

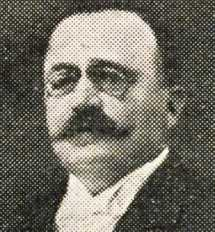
Anton Möller (1864–1927)

Anton Möller (* 16. Juli 1864 in Schönborn; † 6. April 1927 in Varnsdorf) war ein deutsch-böhmischer Baumeister und Architekt, der zahlreiche Kirchengebäude und Schlachthofbauten geschaffen hat. Seine Entwürfe verbinden den Historismus mit dem Jugendstil. Viele seiner Gebäude stehen derzeit unter Denkmalschutz.

## Leben und Wirken
Anton Möller wurde in Schönborn (Krásná Studánka, jetzt OT von Liberec) geboren. Über seine Ausbildung ist nichts bekannt. Im Jahr 1888 heiratete er Frau Anna Franziska Görlach (* 17. Mai 1866 in Friedland (Frýdlant); † 7. Dezember 1938 in Varnsdorf). Gemeinsam wohnten sie zunächst in Gablonz an der Neiße (Jablonec nad Nisou) und ab 1890 in Warnsdorf (Varnsdorf, Pražská 1303). Sie hatten insgesamt vier Kinder: Adrienne Antonia (* 1889), Emil Wilhelm (* 1891), Maria Franziska (* 1897) und Anna Elisabeth (* 1899). Möller lebte und arbeitete dann bis zu seinem Tode in Varnsdorf, zunächst als Abteilungsleiter im städtischen Bauamt und ab 1920 als Stadtbaudirektor, insgesamt 35 Jahre lang.
Nach seinen Plänen wurden zunächst drei Schulen in Varnsdorf und eine in Zwickau in Böhmen (Cvikov) gebaut. Außerdem beaufsichtigte er in den Jahren 1904–1911 die Bauarbeiten bei der Regulierung der Mandau und bei der Erweiterung des städtischen Abwassersystems sowie die Pflasterung der Hauptstraße von Warnsdorf (heute Varnsdorf, Národní ul.). Er entwarf die meisten großen Mandau-Brücken in der Stadt sowie Repräsentationsbauten, medizinische Einrichtungen (z. B. eine Augenklinik und ein Krankenhaus) und ein Denkmal für die Opfer des preußisch-österreichischen Krieges. Im Jahr 1899 legte er den Entwurf für einen modernen Schlachthof in Warnsdorf vor, der als „Modellprojekt“ für den Bau einer Reihe von weiteren, etwa 24 Schlachthöfen im damaligen Österreich-Ungarn diente, z. B. in Graslitz (Kraslice), Böhmisch-Leipa (Česká Lípa), Jablonec nad Nisou und auch in Neugersdorf in Sachsen. Er erarbeitete außerdem die Entwürfe für mehrere Villen in Warnsdorf.
Während des Ersten Weltkriegs übernahm Möller zusätzliche öffentliche Dienstaufgaben und war als Organisator der Kriegsküche sowie der öffentlichen Lebensmittel- und Spendensammlungen tätig. Er war ein treudienender Bürger der österreichisch-ungarischen Monarchie und über deren Untergang sehr verbittert. Er starb 1927 in seiner Villa an der Zuckerkrankheit und wurde auf dem Friedhof in Warnsdorf beigesetzt.

## Bauten
Hier eine Auswahl seiner Bauten: DS= unter Denkmalschutz
- 1899: Komplex des städtischen Schlachthofs in Varnsdorf (Plzeňská, Varnsdorf, abgerissen)[5]
- 1903–1904: Städtischer Schlachthof in Graslitz (Kraslice) (DS)
- 1899–1901: Städtischer Schlachthof in Böhmisch-Leipa – Česká Lípa, Dubická 957/75 - U Jatek
- 1900–1901: Erweiterung des städtischen Schlachthofs in Jablonec nad Nisou (abgerissen)
- 1904: Ausflugsrestaurant und Aussichtsturm (Burgbergswarte) in Varnsdorf, Hrádek 1726 (DS)[6][7][8]
- 1904–1911: Kirche des hl. Karl Borromäus in Varnsdorf  (DS)[9]
- Schulen in Varnsdorf, Východní 1602; Karlova 1700 und Seifertova 1650
- Villen in Varnsdorf:
  - Villa für JUDr. Karl Hermann in Varnsdorf, T. G. Masaryka 1784
  - Fabrikantenvilla für den Textilfabrikanten Arnold Fröhlich in Varnsdorf, Karlova 1746
  - Villa für seine Familie in Varnsdorf, Seifertova 1740
- 1907: Schule in Cvikov (Zwickau in Böhmen), Sad 5. května 130
- 1908: Aussichtsturm auf dem Kohout (Krohberg, 589 m) in Valkeřice (Algersdorf) bei Benešov nad Ploučnicí (Bensen)[10]
- 1909–1911: Kapelle des hl. Josef in Rybniště (Teichstatt)[11]
- 1912: Kirche des hl. Karl Borromäus in Mokřiny (Nassengrub bei Asch)
- 1912–1913: Kirche Unserer Lieben Frau vom Rosenkranz mit dem Dominikanerkloster in Pilsen – Plzeň, Východní Předměstí, Jiráskovo náměstí 814/30 – zusammen mit Eduard Sochor (1862–1947) (DS)
- 1914–1915: Kirche des hl. Johannes von Nepomuk in der Linzer Vorstadt von Budweis – České Budějovice, B. Němcové (DS)
- 1915–1919: Kirche des hl. Bonifatius in Dolní Hanychov (Niderhainichen), jetzt OT von Liberec (DS)[12]
- 1914–1925: Kirche St. Peter und Paul in Rotava (Rothau bei Graslitz)[13]

## Bildergalerie

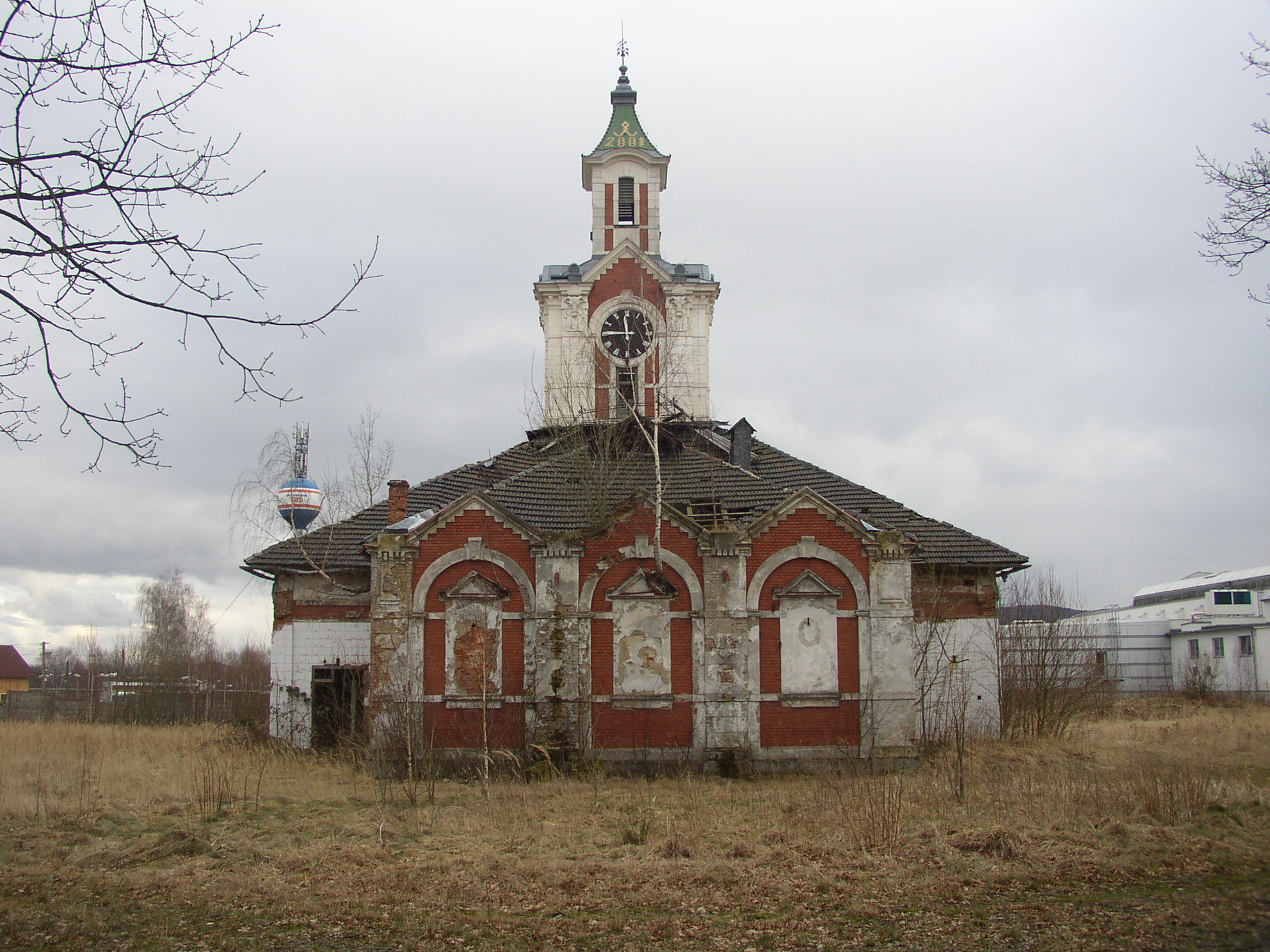
Rest des städtischen Schlachthofs in Varnsdorf
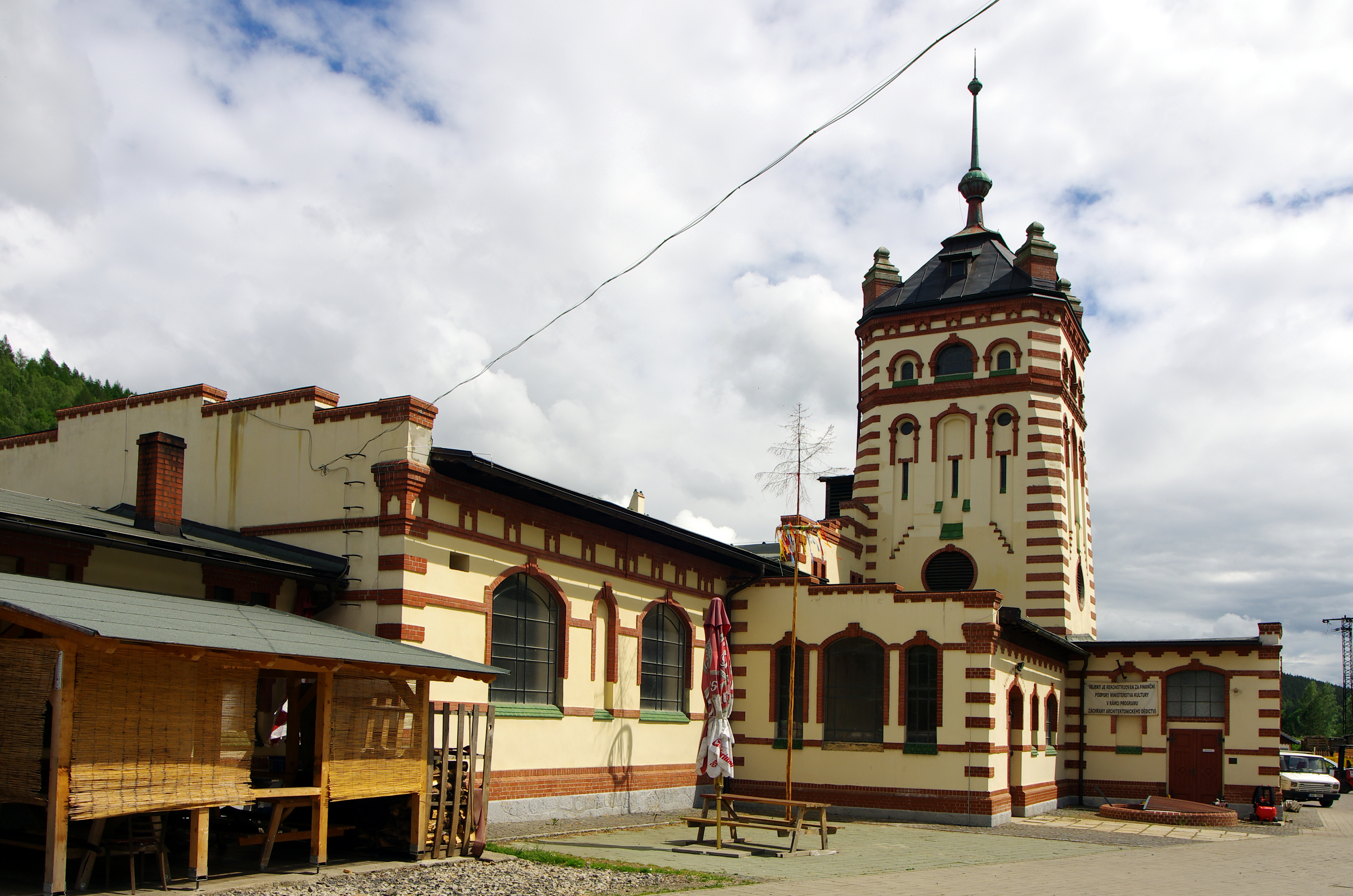
Städtischer Schlachthof in Graslitz
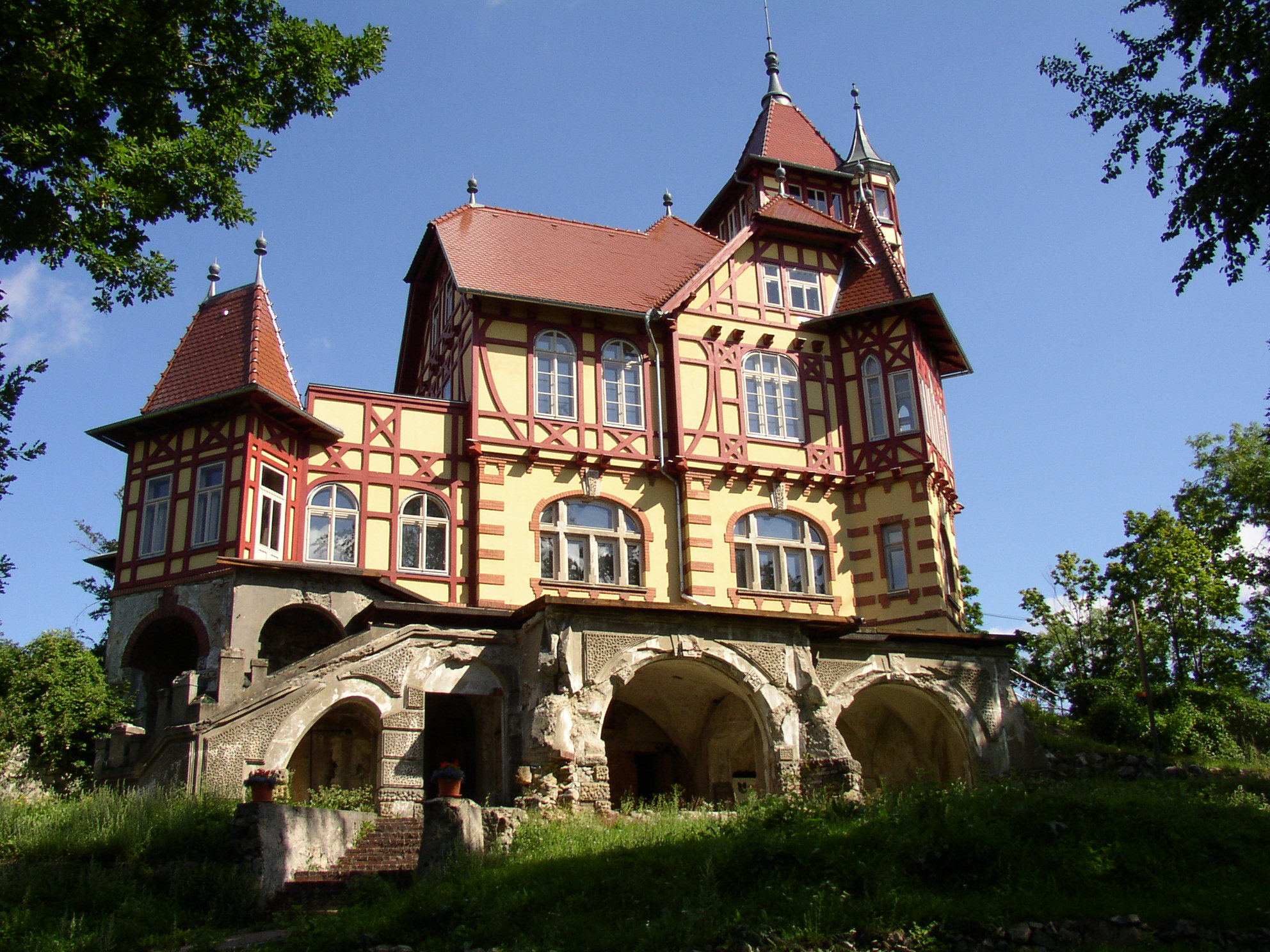
Burgbergswarte in Varnsdorf
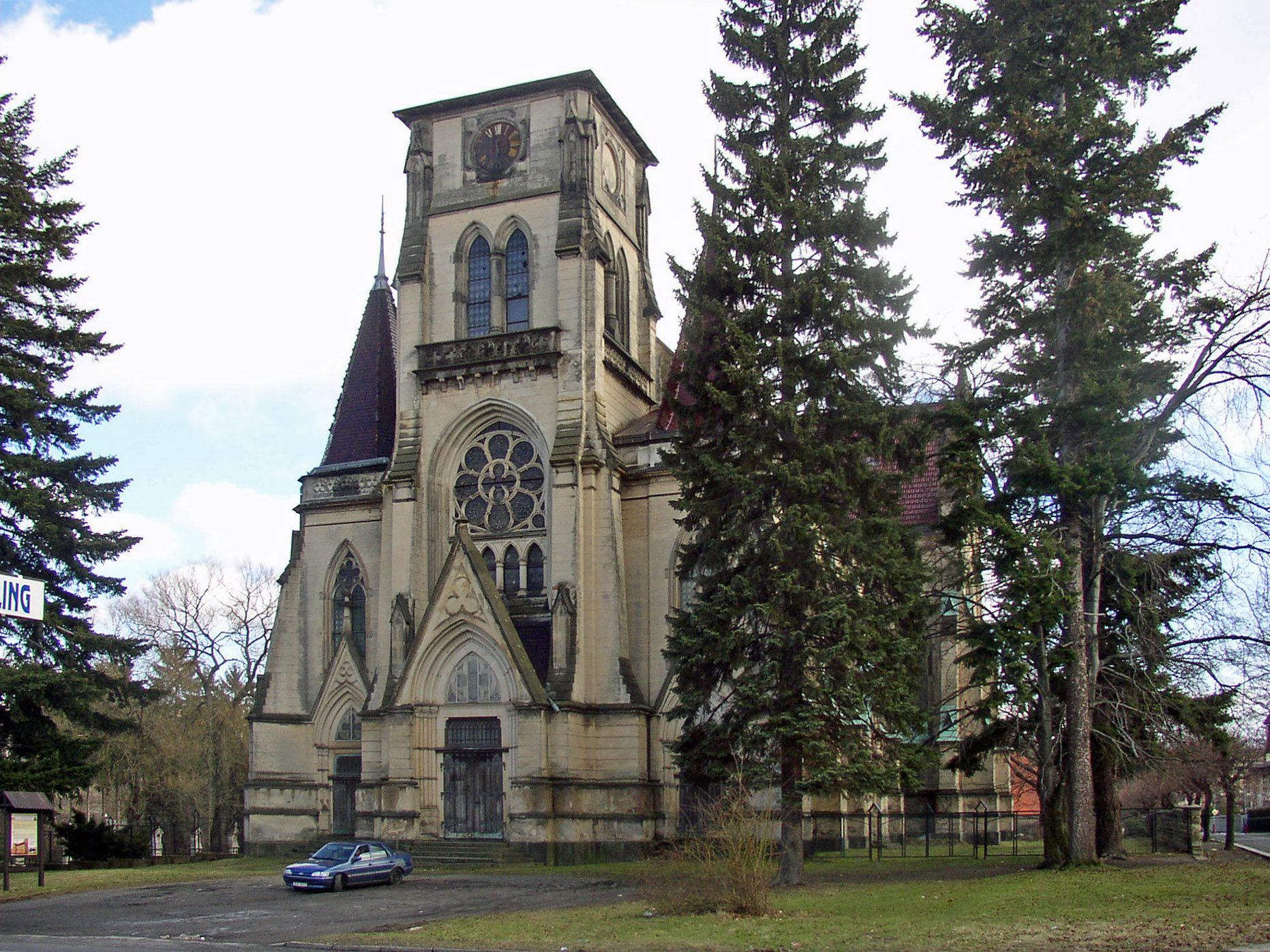
Kirche des hl. Karl Borromäus in Varnsdorf
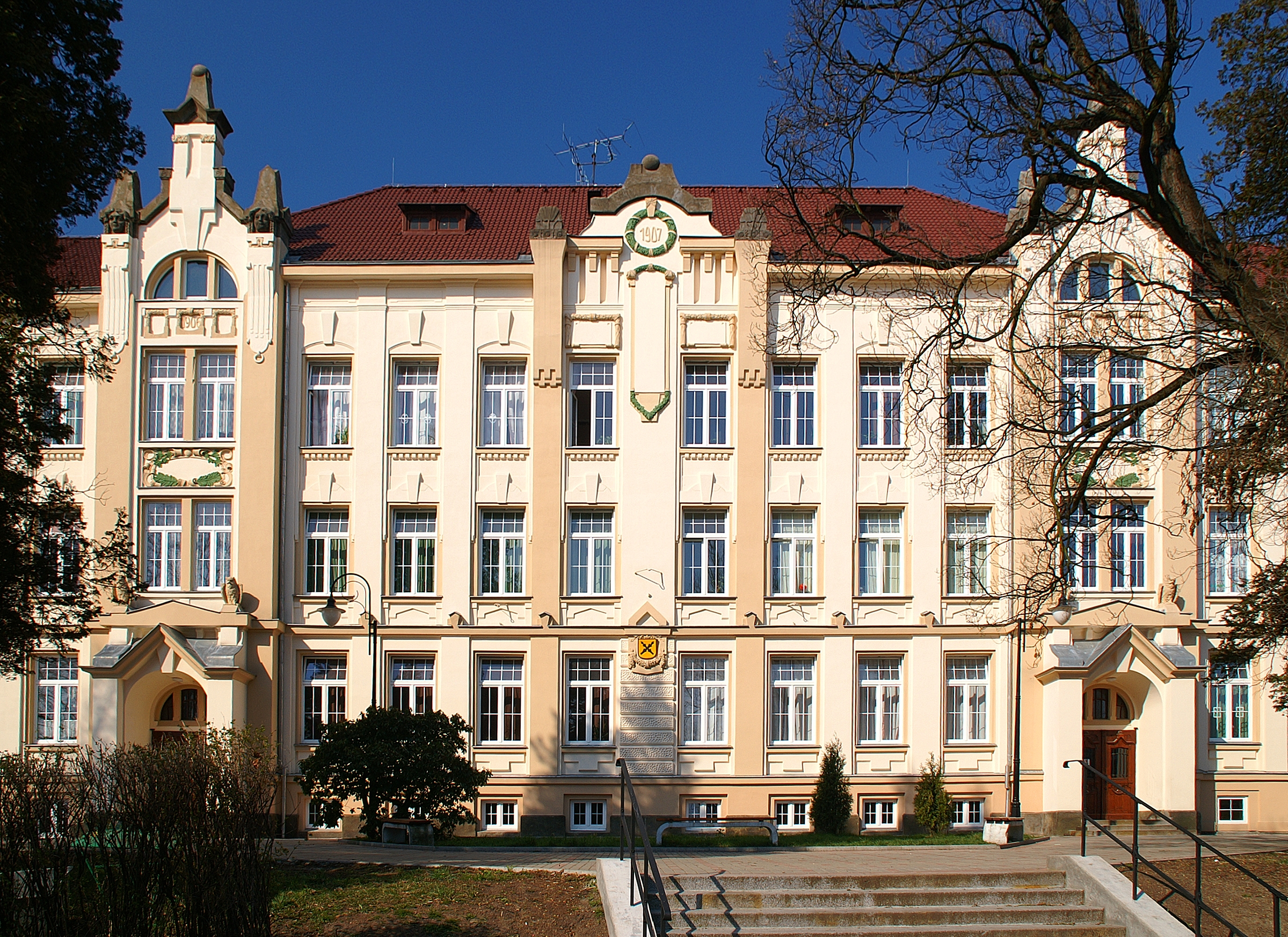
Schule in Cvikov
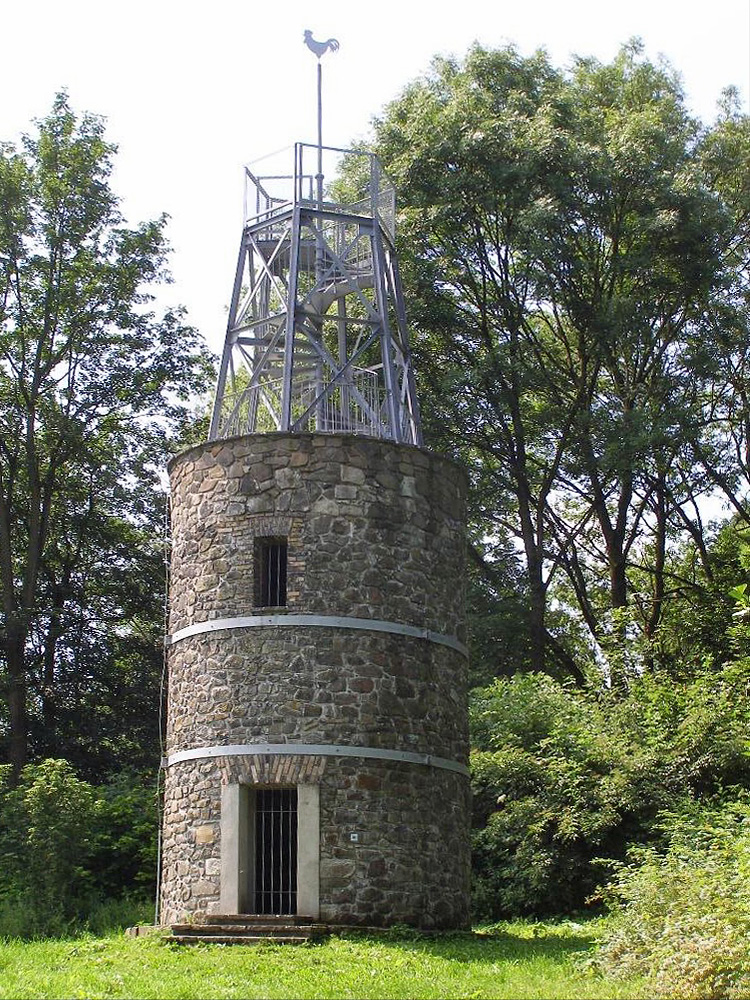
Aussichtsturm auf dem Kohout
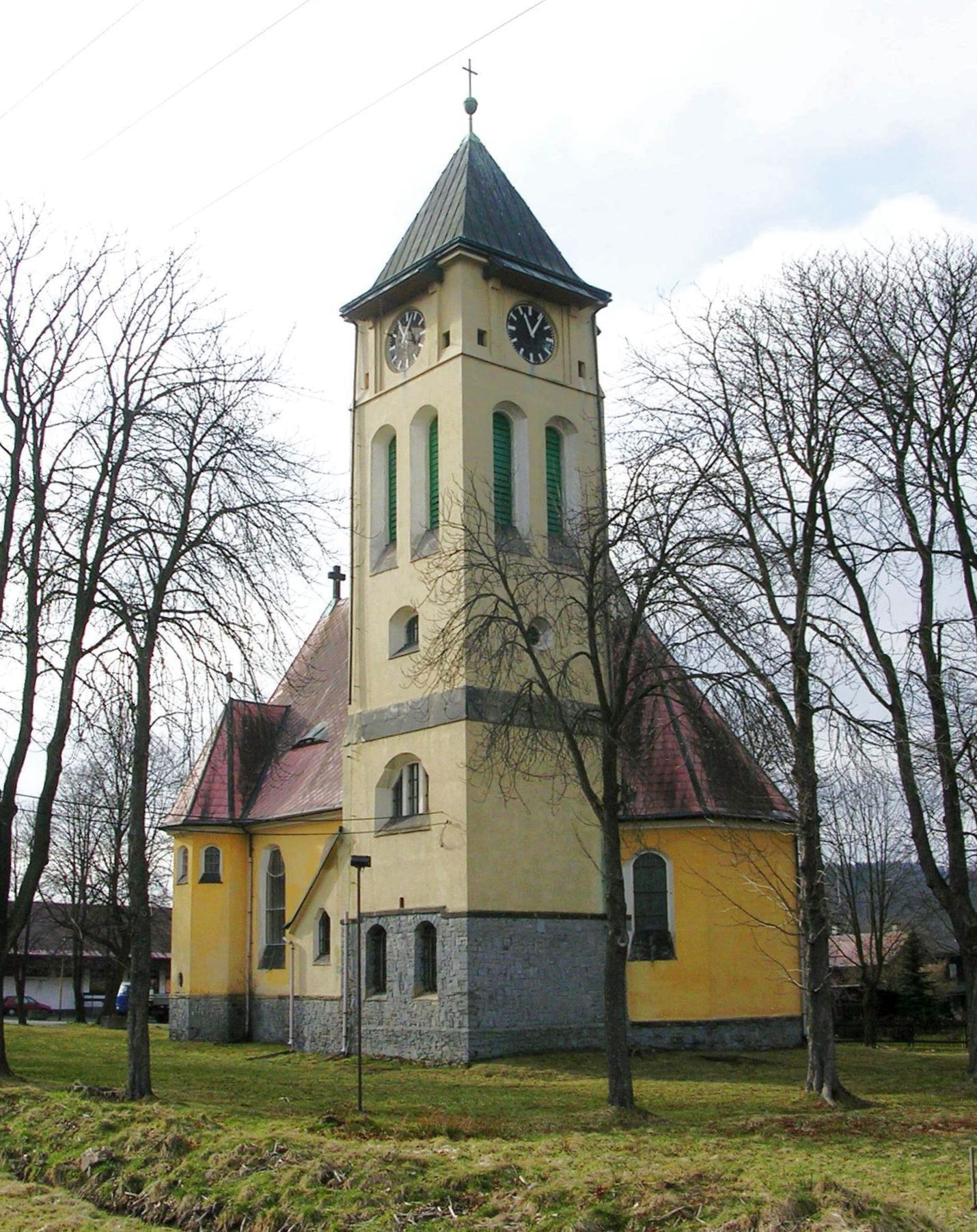
Kirche in Rybnište
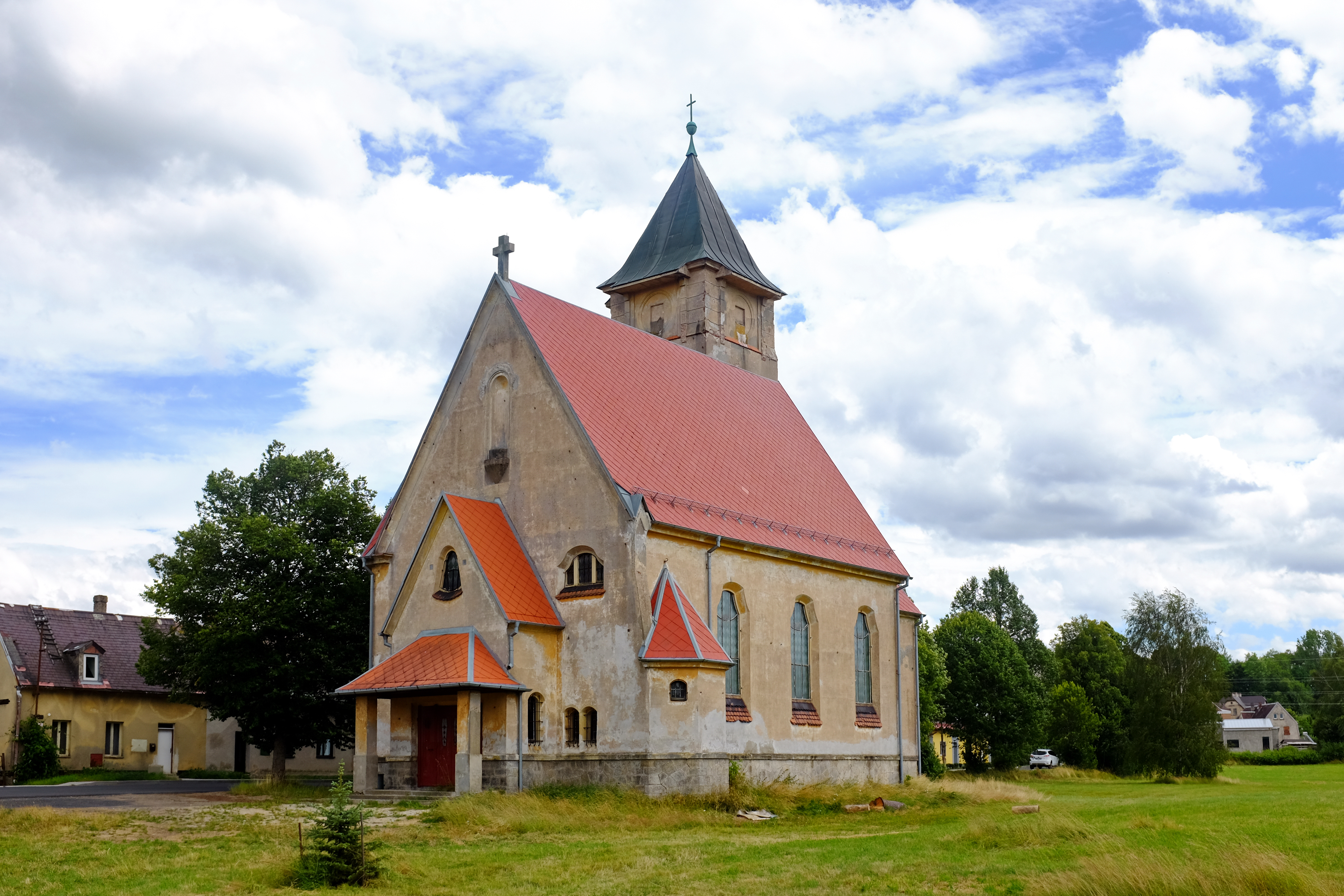
Kirche des hl. Karl Borromäus in Mokřiny bei Asch
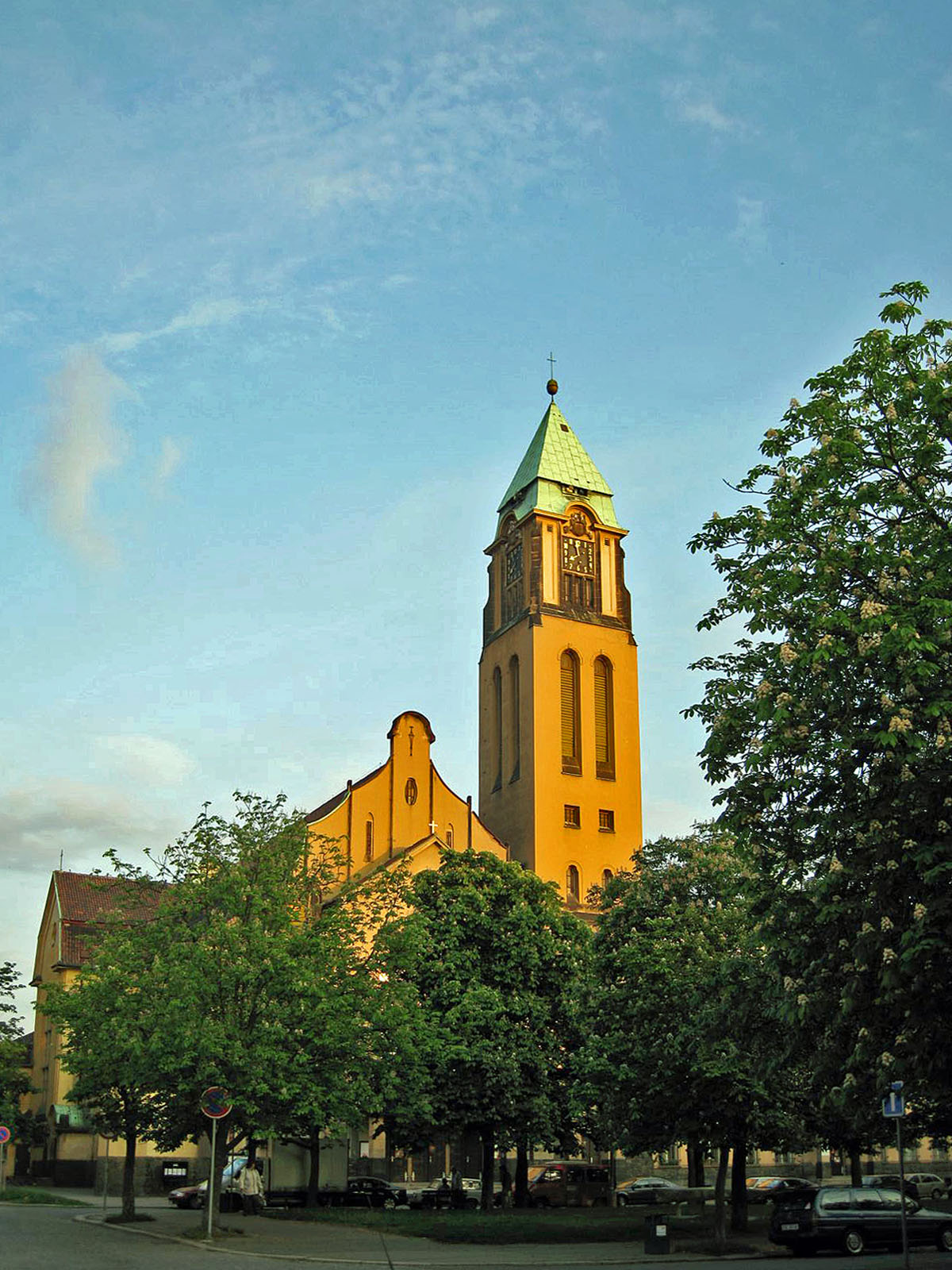
Kirche Unserer Lieben Frau vom Rosenkranz in Pilsen
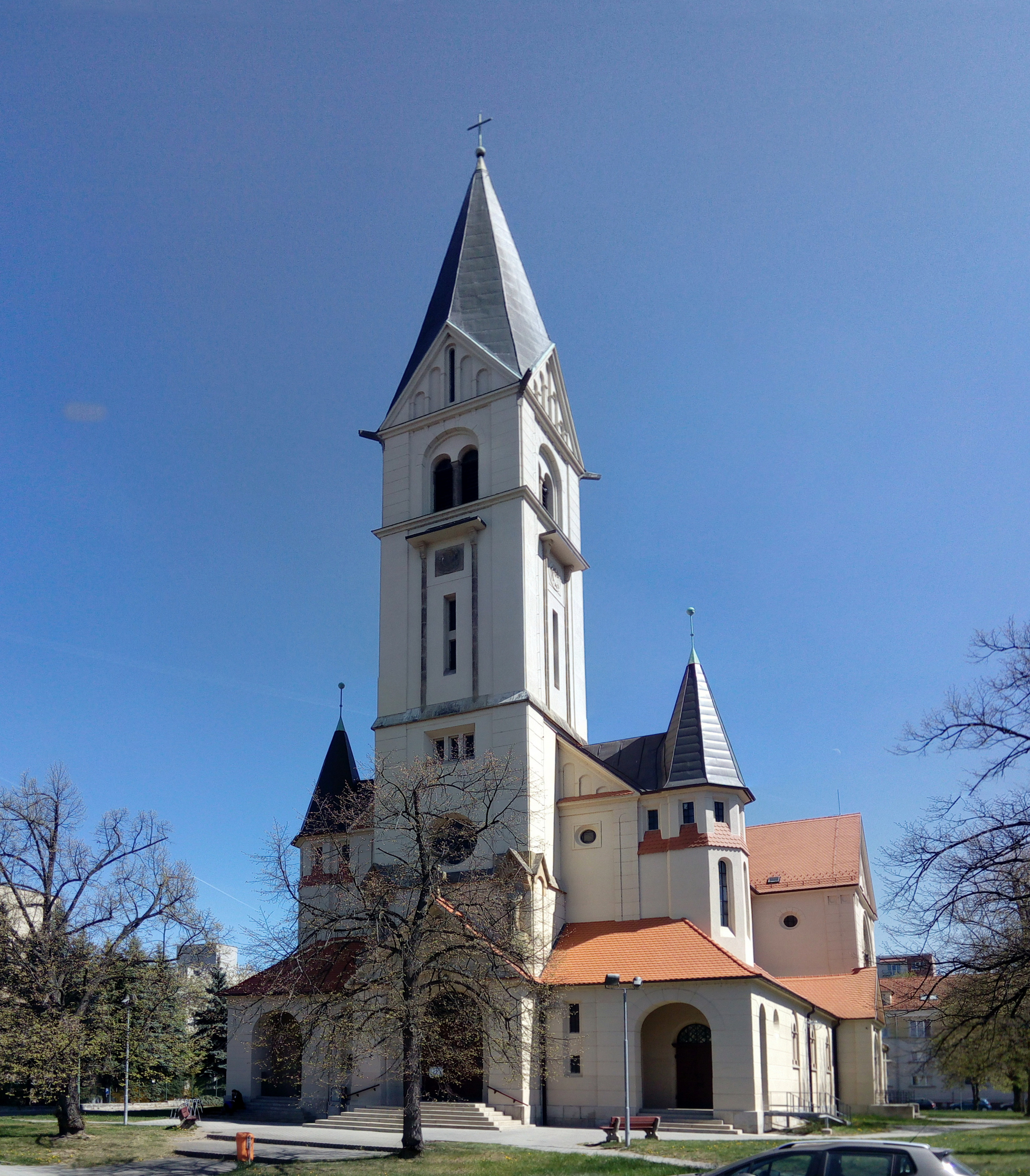
Nepomuk-Kirche in Budweis
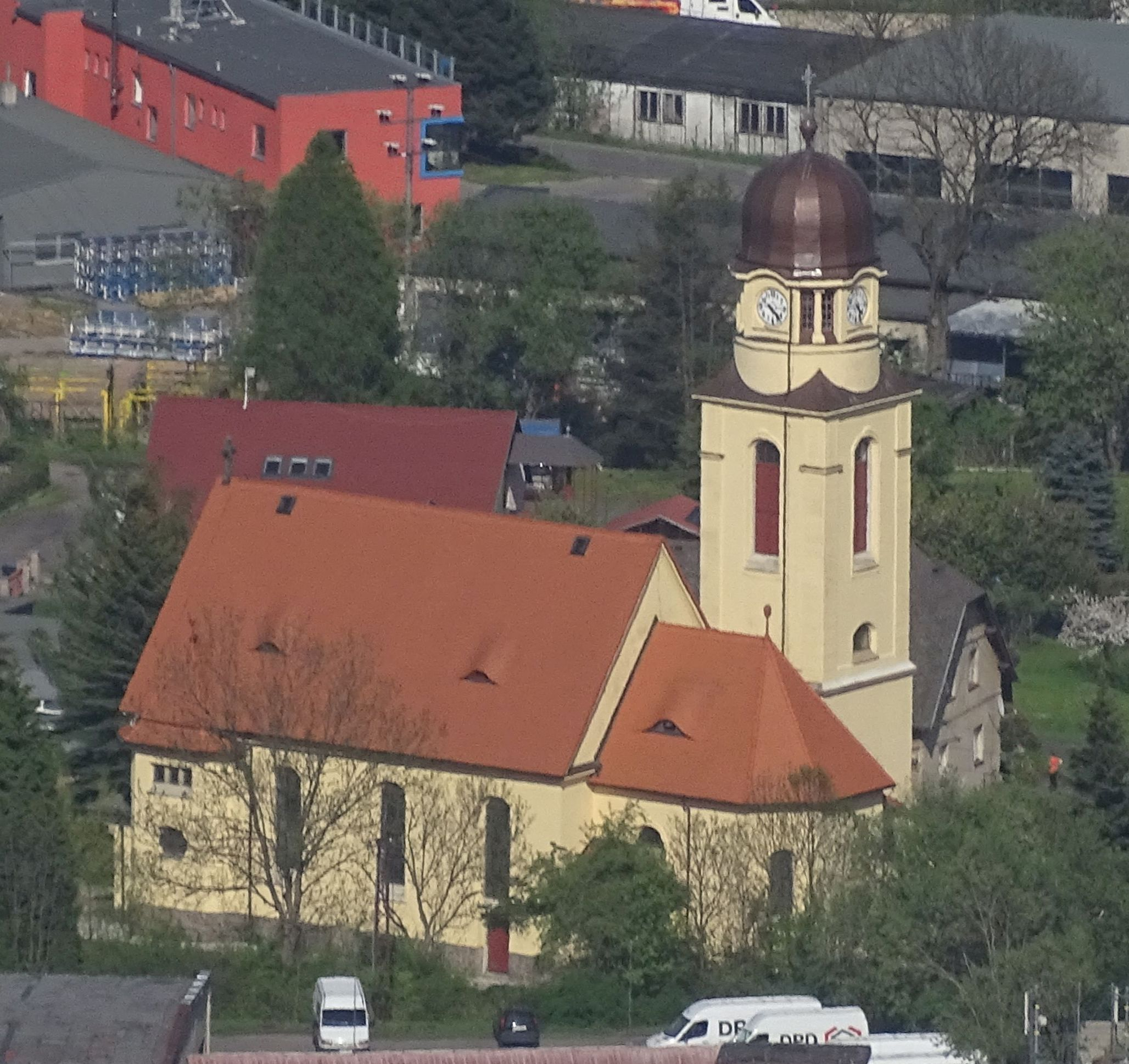
Bonifatiuskirche in Dolný Hanychov (Liberec)
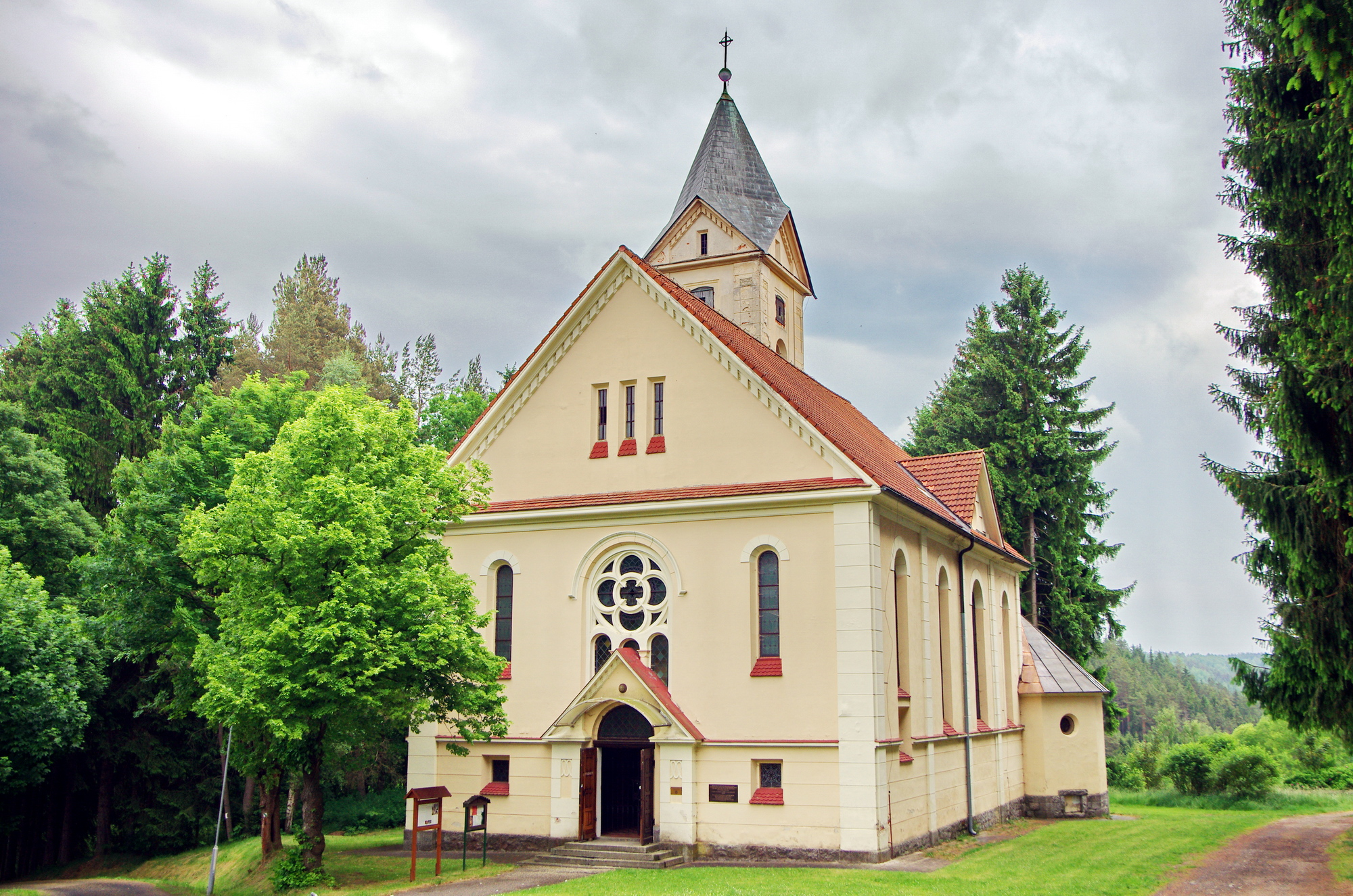
Kirche in Rothau